# Festival de ajedrez de Abu Dabi
El Festival de ajedrez de Abu Dhabi es un torneo internacional de ajedrez que se celebra anualmente desde 1984 en Abu Dabi, Emiratos Árabes Unidos. Lo organiza el Club de ajedrez y cultura del emirato con el apoyo del Consejo de Deportes del mismo. Sigue las normas para torneos internacionales establecidas por la Federación Internacional de Ajedrez (FIDE).
El Festival consta de tres torneos: un máster reservado a jugadores con más de 2000 puntos Elo, un abierto para el resto y un juvenil para jugadores sub-16. El máster y el abierto se juega por sistema suizo de 9 rondas al ritmo de 90 minutos por partida más 30 segundos de incremento por jugada, mientras que el juvenil se juega en 7 rondas al ritmo de 60 minutos la partida más 10 segundos de incremento por jugada. Paralelamente, se organizan otros eventos como un torneo de partidas rápidas, una exhibición de partidas simultáneas, un torneo para militares y policía o un torneo familiar por equipos. La 22.ª edición, en 2015, tuvo 147 participantes, de los cuales 57 eran Grandes Maestros de 35 países diferentes.

## Cuadro de honor
Cuadro con todas las ediciones y los tres primeros clasificados en la clase máster:
| Edición | Año  | Campeón             | Subcampeón          | Tercero                |
| ------- | ---- | ------------------- | ------------------- | ---------------------- |
| 6       | 1999 | Ashot Anastasian    | Shukhrat Safin      | Mijaíl Saltaev         |
| 8       | 2001 | Sergéi Zagrebelny   | Elmar Magerramov    | Alexei Barsov          |
| 9       | 2002 | Mikhaïl Ulibin      | Yevgueni Gleizerov  | Shukhrat Safin         |
| 11      | 2004 | Dimitri Bocharov    | Mikhaïl Kobalia     | Pendyala Harikrishna   |
| 12      | 2005 | Ashot Anastasian    | Dimitri Bocharov    | Sergéi Kayumov         |
| 13      | 2006 | Vugar Gashimov      | Ashot Anastasian    | Evgenij Miroshnichenko |
| 14      | 2007 | Ashot Anastasian    | Bassem Amin         | Ehsan Ghaem Maghami    |
| 16      | 2009 | Aleksei Aleksandrov | Aleksandr Rakhmanov | Ashot Anastasian       |
| 20      | 2013 | Ígor Kurnósov       | Zahar Efimenko      | Mikhailo Oleksienko    |
| 21      | 2014 | Yuri Kuzúbov        | Tigran Petrossian   | Murali Karthikeyan     |
| 22      | 2015 | Nils Grandelius     | Martyn Kravtsiv     | Baadur Jobava          |
| 23      | 2016 | Dmitri Andreikin    | Baskaran Adhiban    | Bassem Amin            |